# Гиваргис I
Мар Гиваргис I (Мар Георгий I, Георгий Кафрский; сир. ܓܝܘܪܓܝܣ ܩܕܡܝܐ; VII век, Beth Garmaï — 680) — католикос-патриарх Церкви Востока с 661 года по 680 год, сирийский христианский писатель.
Родился в Кафре (область Бет Гармай), принял монашество в монастыре Бет-Абе и являлся учеником католикоса Ишояба III. В 661 году был избран патриархом-католикосом Церкви Востока. В 676 году под председательством Гиваргиса прошёл поместный собор, текст канонов которого сохранился. Также сохранилось догматическое послание (лат. Epistola dogmatica) Гиваргиса к хорепископу Персии Мине, в котором он объясняет христологическое учение Церкви Востока. Гиваргис I умер в 680 или 681 году. Точные годы патриаршества Гиваргиса I неизвестны. В соответствии с данными сирийского епископа и хрониста IX века Фомы Маргского его католикосат длился 22 года. По данным британского востоковеда Уильяма Райта Гиваргис занимал престол Церкви Востока с 661 по 680 года.

## Биография
Гиваргис родился в состоятельной семье в Кафре (область Бет Гармай) и управлял имением недалеко от монастыря Бет-Абе, которое пожертвовал этой обители. В этом же монастыре он принял постриг. Был замечен митрополитом Ниневии Мар Ишоябом (будущим католикосом), став его учеником. Позднее Ишояб посвятил Георгия в митрополиты. Исследователи имеют различные точки зрения относительно места пребывания епископа Гиваргиса (он называется митрополитом Мосула и Арбелы). По данным французского исследователя Жана Мориса Фие Гиваргис являлся митрополитом Арбельским с 647/650 по 661 год. В 657 или 658 году католикос Ишояб III на смертном одре назначил Георгия своим преемником.
Избрание Гиваргиса I проходило в условиях борьбы трёх кандидатов. На церемонии выборов нового патриарха, митрополит Нисибина Георгий заявил, что слова Мар Ишояба «Сей Георгий будет мне преемником» были адресованы ему и преемником католикоса является он. Свои права на преемство также заявил Георгий митрополит Ператский. Однако поведение Гиваргиса Кафрского склонило симпатии паствы и конкурентов на его сторону и он был выбран католикосом-патриархом Церкви Востока. Сирийские хронисты отмечают смирение католикоса Гиваргиса и его отрешённость от мирских дел. В 676 году под председательством Гиваргиса на Дирине, главном острове Бахрейна (регион Бет Катрайе (Персидский залив)) прошёл поместный собор, текст канонов которого сохранился в сборнике канонических постановлений Церкви Востока и опубликован французским востоковедом Ж.-Б. Шабо. В 679/680 году католикос Гиваргис направил послание догматического характера к хорепископу Персии Мине, в котором изложил христологическую позицию Церкви Востока. Гиваргис I умер в 680 или 681 году.

## Богословские взгляды
По мнению епископа Калифорнии Ассирийской церкви Востока Мар Бавая Соро в своём послании хорепископу Мине, Гиваргис излагает христологию Церкви Востока, которая к тому времени уже была явно «несторианской» в терминологии и утверждает, что Несторий и другие «греческие учители» (Диодор и Феодор), почитаемые в восточно-сирийской традиции следовали Преданию Церкви. Также Соро отмечает, что в Восточном синодике (сборник соборных постановлений Церкви Востока) имя Нестория впервые упоминается именно в послании Гиваргиса Мине.
По мнению исследователя Игнасио Ортиса де Урбины главной темой послания Гиваргиса является Боговоплощение, а именно взаимоотношения божественной и человеческой природ Христа. Христологическая формула Гиваргиса воспроизводит учение восточно-сирийского богослова Баввая Великого: 

«И пусть Он — две природы — и Бог по природе и кноме, и Человек по природе и кноме, мы однако исповедуем и славим одного Сына Божия, ныне и в Его пришествии снова и во веки».
В русле антиохийской традиции, Гиваргис проводит некое личностное разделение (лат. divisionem personalem) между Христом и Словом: «Хотя мы видим и знаем Человека Христа, однако мы также верим и исповедуем, что Он есть Бог, ибо Слово Божие восприняло Его Себе и соединило Его с Собой в нераздельном единстве и соделало Своим обиталищем навеки». Гиваргис, как прочие богословы восточно-сирийской традиции однозначно отвергал теопасхитские воззрения о страдании божественной природы.

## Сочинения
Гиваргис является автором гимнов, молитв и проповедей, существуют переводы его творений на арабский язык. В Халдейском бревиарии имеются некоторые диаконские молитвы, приписываемые Гиваргису I. Каноны собора 676 года и его догматическое послание Мине были опубликованы французским востоковедом Ж.-Б. Шабо в 1902 году.